# Escola de Música e Artes Cênicas da Universidade Federal de Goiás
O Escola de Música e Artes Cênicas da Universidade Federal de Goiás (UFG) é uma unidade pública de ensino, pesquisa e extensão, localizada em Goiânia.
Sua história está diretamente relacionada ao Conservatório Goiano de Música, criado em 1956 e aglutinado pela UFG em 1960, no processo de criação da universidade. Como EMAC, surgiu em 1996, com o desmembramento do Instituto de Artes da UFG, que funcionava desde 1972 com o processo da reforma universitária.
Situa-se no Campus Samambaia, na região norte de Goiânia.